# Verme de Lagarfljót
O Lagarfljótsormur, Verme de Lagarfljót ou simplesmente Monstro da Islândia, é um criptido que supostamente vive no lago Lagarfljót em Egilsstaðir, Islândia. Os avistamentos são registrados desde 1345 e continuam até o século XXI. Uma origem da criatura é dada na coleção de contos e lendas islandesas publicados em 1862 e 1864 pelo escritor islandês Jón Árnason. 

## Descrição ehabitat
Uma criatura em forma de serpente foi muitas vezes avistada sobre a água do lago Lagarfljót, um lago glacial de água doce, abaixo do nível do mar e que tem muito pouca visibilidade, como resultado de assoreamento. A criatura é descrita como tendo mais de 90 metros e também tem sido vista fora da água, encontrando-se enrolada ou deslizando nas árvores. Alguns relatos dizem que ela é tão longa quanto o próprio lago, que tem 30 quilômetros. O Verme de Lagarfljót foi avistado várias vezes nos tempos modernos, incluindo em 1963 pelo chefe do Serviço Florestal Nacional Islandês, Sigurður Blöndal, e em 1998 por um professor e alunos da Escola Hallormsstaðir.
Em fevereiro de 2012, a emissora nacional islandesa, RÚV, publicou um vídeo pensado para mostrar o verme nadando nas águas geladas e cobertas de neve do Lagarfljót, mas que mais tarde foi considerado, provavelmente, apenas algum objeto inanimado movido pelo corrente rápida do lago. Em 2014, uma comissão relatou em 2014 que os membros estavam divididos sobre o vídeo, mas que não viam nenhuma razão para duvidar da existência da criatura. Outro grupo de especialistas entrevistados pelo The Huffington Post acreditam que o vídeo é real.
Um barco de turismo chamado Lagarfljótsormurinn após o início das operações no lago em 1999, e Gunnar Gunnarsson Instituição Skriðuklaustur busca preservar as tradições do Verme Lagarfljót para fins culturais e de turismo.